# 千葉港

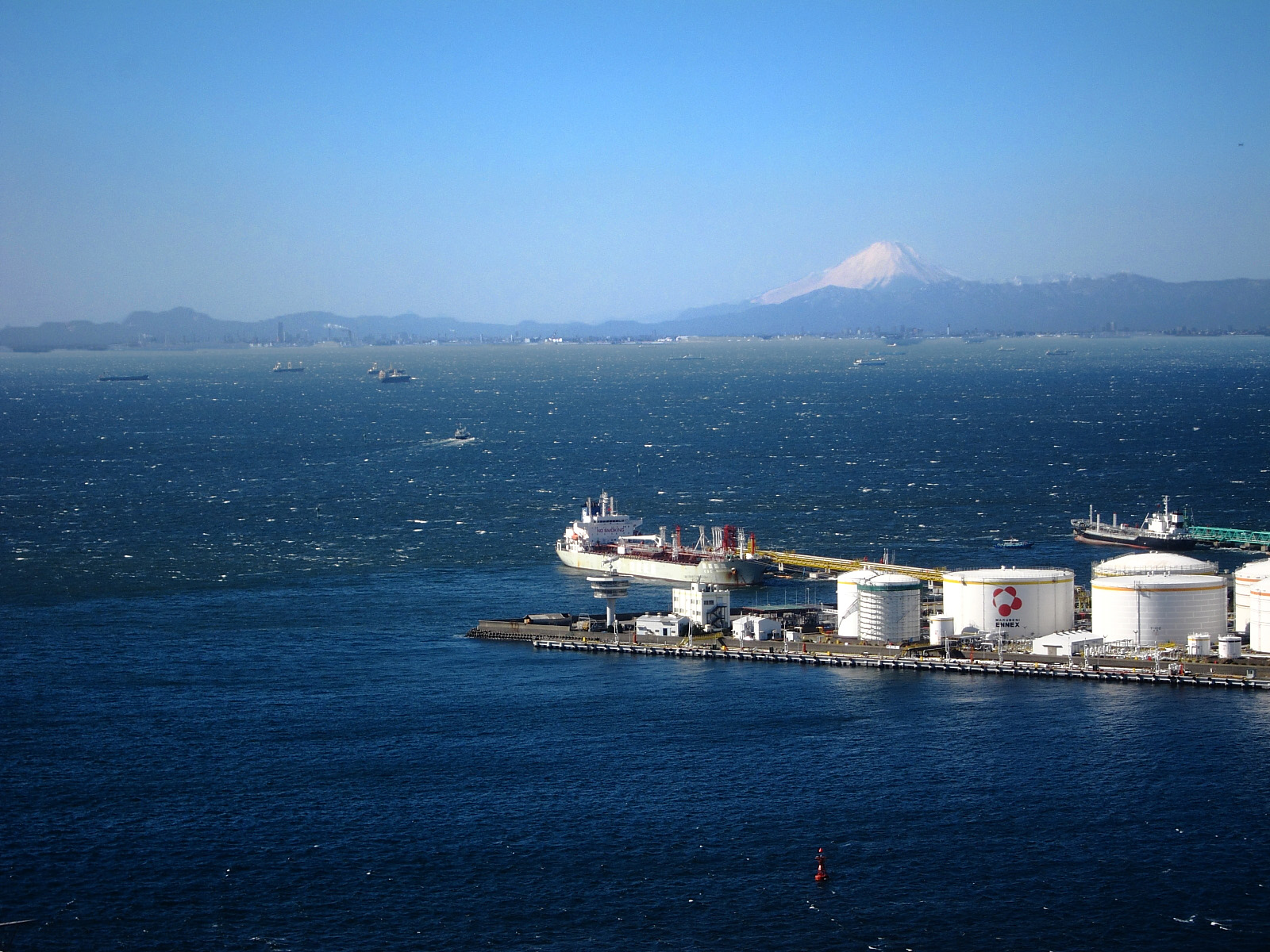
千葉港塔眺望千葉港與東京灣。遠處為富士山。

千葉港（日语：／ Chiba-kou）是日本千葉縣市川市、船橋市、習志野市、千葉市、市原市、袖浦市的港灣。港灣管理者為千葉縣。在日本港灣法上屬國際據點港灣、港則法上屬特定港。
貨物吞吐量位居全國第二（1億6,956萬噸，平成15年度）、貿易額位居全國第八（3兆0318億日圓，平成15年度）、貨櫃吞吐量名列全國第17位（42,650TEU，平成15年度）。

## 概要
千葉港位於東京灣內部，北起市川市，南至袖浦市，海岸線總長約133公里，是京葉工業地域的主要工業港。港口面積是日本最大的24,800公頃，為日本三大貿易港之一。
港區從最北的市川市起以順時針方向可分為葛南西部地區、葛南中央地區、葛南東部地區、千葉北部地區、千葉中央地區、千葉南部地區、八幡地區、五井地區、姊崎地區、北袖浦地區、南袖浦地共11地區。
千葉中央地區的蘇我地域是JFE鋼鐵的企業城下町。
千葉港主要貨物為原油、石油製品、LNG（液化天然氣）、鋼材、重油、鐵礦等，是重化學工業的重要港口。由於本港口透過大量填海造陸吸引企業投資建設專用設施，現在港口裝卸貨物有九成是由企業專用碼頭處理。

## 港灣規模
- 入港船舶（平成15年度）
  - 艘數：66,327艘（國際船：4,410艘，國內船：61,917艘）
  - 總噸：133,836,495總噸（國際船：87,389,854總噸，國內船：46,446,641總噸）

- 進出港貨物量（平成15年度）
  - 貨物吞吐量：169,559,452噸（外銷59.6%，內銷40.3%）
  - 外銷：101,123,849 噸
    - 輸出：7,519,152噸
    - 主要產品：汽車（29.8%，以下全為平成15年度數據）、鋼材（25.5%）、化學藥品（21.8%）、石油製品（6.6%）、廢金屬（6.4%）、其他化學工業品（3.2%）、鋼鐵（2.5%）等（其他14.0%）。
    - 輸入：93,604,697噸
    - 主要產品：原油（37.4%，以下全為平成15年度數據）、LNG（23.6%）、石油製品（12.8%）、鐵礦（8.2%）、石炭（5.5%）、LPG（3.3%）、非金屬礦物（1.2%）等（其他7.9%）。

  - 內銷：68,435,603噸
    - 輸出：36,823,698噸
    - 輸入：31,611,905噸

- 貨櫃量（平成15年度）
  - 輸出：23,668TEU
  - 輸入：18,982TEU
  - 合計：42,650TEU

- 貿易額（平成15年度）
  - 輸出：851,492,047千日圓
  - 輸入：2,180,300,601千日圓
  - 合計：3,031,792,648千日圓

## 歷史
- 1951年（昭和26年5月）－千葉縣廳土木部千葉港灣建設事務所成立（現縣土整備部千葉地域整備中心千葉港灣事務所）。
- 1953年（昭和28年3月）－千葉縣成為船橋港管理者。
- 1953年（昭和28年9月）－橫濱稅關千葉稅關支署成立。
- 1954年（昭和29年7月）－開港。
- 1965年（昭和40年）－成為特定重要港灣（現國際據點港灣）。
- 1966年（昭和41年）－運輸省第二港灣建設局千葉港工事事務所成立（現國土交通省關東地方整備局千葉港灣事務所）。
- 1994年（平成6年6月）－千葉中央地區的貨櫃碼頭啟用。

## 其他
最近的鐵路車站為JR京葉線千葉港站。

## 外部連結
- 千葉港（页面存档备份，存于）
- 千葉港(千葉港灣事務所)／千葉縣
- 葛南港灣事務所／千葉縣（页面存档备份，存于）
- 國土交通省關東地方整備局千葉港灣事務所（页面存档备份，存于）